# تيري نوفيك
تيري نوفيك (بالفرنسية: Thierry Neuvic)‏
```
هو ممثل فرنسي ولد في يوم 3 أغسطس 1970 في 
مونتروي
 في 
فرنسا
. بدأ التمثيل في سنة 1992، مثل في عدة أفلام ومسرحيات مثل فيلم 
شرلوك هولمز: لعبة ظلال
 
وإس كاي 1
.
[
2
]
```

## روابط خارجية
- تيري نوفيك على موقع IMDb (الإنجليزية)
- تيري نوفيك على موقع قاعدة بيانات الأفلام العربية
- تيري نوفيك على موقع ألو سيني (الفرنسية)
- تيري نوفيك على موقع تيرنر كلاسيك موفيز (الإنجليزية)
- تيري نوفيك على موقع أول موفي (الإنجليزية)
- تيري نوفيك على موقع قاعدة بيانات الأفلام السويدية (السويدية)
- تيري نوفيك على موقع قاعدة بيانات الفيلم (الإنجليزية)
- تيري نوفيك على موقع كينوبويسك (الروسية)